# Black Condor
Black Condor es el nombre de tres diferentes  superhéroes en el universo de DC Comics. Las tres encarnaciones de Black Condor han sido miembros del equipo Combatientes de la Libertad.
El primer Black Condor. Richard Gray Jr., fue creado por el escritor de Quality Comics, Will Eisner,y el dibujante Lou Fine. Apareció por primera vez en  Crack Comics  #1 (mayo de 1940), y continuó a través de la edición #31 (octubre de 1943).   También apareció en  Uncle Sam Quarterly #2  (diciembre de 1941).
Se mudó al universo DC, cuando DC Comics compró los derechos de los personajes de Quality Comics. El primer Black Condor fue un  superhéroe de la Segunda Guerra Mundial junto con el resto de los Freedom  Fighters.
El segundo Black Condor, Ryan Kendall, ganó el poder de vuelo debido a la manipulación genética e inicialmente no creía que fuera un   superhéroe. Más tarde se uniría a los Freedom Fighters, pero fue asesinado al comienzo de la historia Infinite Crisis. El tercer Black Condor, John Trujillo, es de ascendencia maya y recibió sus poderes de la diosa araña maya Tocotl. Se veía a sí mismo como un protector del universo que une fuerzas con los Freedom Fighters.

## Biografía de ficción

### Richard Gray Jr

#### Quality Comics
Como un superhéroe de la Edad de oro que poseía el poder de volar, Black Condor fue creado por el escritor Will Eisner bajo el seudónimo de Kenneth Lewis, y por el artista Lou Fine en Crack Comics# 1 (fecha de portada mayo de 1940).Inicialmente alternando con the Clock como personaje de portada. Se convirtió en el personaje central en los números 20-26 (enero-noviembre de 1942). . Fine dibujó las primeras 24 historias, y este personaje siguió apareciendo hasta el número 31.
Como un bebé que viaja con sus padres en una expedición arqueológica a lodo de Mongolia Exterior, Richard Grey Jr. sobrevivió después de que su familia fuera asesinada por el bandido Gali Kan y sus hombres. Rescatado por un  cóndor  que lo crio como propio, aprendió a volar,  como decía la historia de origen, "estudiando el movimiento de las alas, los movimientos corporales, las corrientes de aire, el equilibrio y la levitación" de sus hermanos aviares. Un ermitaño, el padre Pierre, finalmente descubrió y civilizó al niño salvaje y le enseñó a hablar inglés. Richard rastreó y mató a los bandidos mongoles que habían matado a sus padres y luego partió hacia los Estados Unidos, donde descubrió un complot para asesinar al senador Thomas Wright. Llegó demasiado tarde para salvar a Wright del asesinato, por lo que comenzó a usar su identidad. Adoptó la apariencia de Black Condor para luchar contra políticos corruptos, contrabandistas y estafadores.
La tira era popular, y  se convirtió  en la historia destacada de Crack Comics  a partir del número #3. Según Kurt Mitchell: "El telón de fondo asiático fue restado importancia a finales de año a favor de entornos urbanos o ciudades perdidas ornamentadas, bandidos y ladrones de joyas que ceden terreno a científicos locos, estatuas vivientes y armas de destrucción masiva. Escena tras escena del Cóndor en vuelo, su figura ágil se eleva a través de fondos vistos desde perspectivas vertiginosas con una gracia que el Superman de Joe Shuster con su pecho de barril no podía esperar igualar, e hizo irresistible la serie"
Según  la Enciclopedia de superhéroes de la Edad de Oro de Jess Nevins,  "Black Condor lucha contra femmes fatale, el Batallón de  águilas, Peligros  amarillos, Hombres-cometas (agentes japoneses en cometas voladoras), un científico loco chino, un gólem y robots asesinos conocidos como las Muertes Giratorias".

#### DC Comics
En el universo de DC Comics su poder fue readaptado a ser causado por la exposición a un meteoro radiactivo (una historia que se mencionó ligeramente en su origen en Quality Comics). Aquí se encontró con Uncle Sam y se unió a su grupo de Luchadores por la libertad, y luego al All-Star Squadron.
Estaba entre un grupo de héroes de la Edad de Oro y Plata que ayudaron a la JLA a repeler una invasión Appellaxian en la miniserie JLA: Año Uno de Mark Waid. Apareció más recientemente como un etéreo guía espiritual en las páginas de la posterior serie Black Condor como Ryan Kendall.

### Ryan Kendall
El segundo Black Condor, Ryan Kendall, derivó sus poderes de vuelo, telequinesis y curación de los experimentos genéticos de su abuelo, Creighton. Como miembro de una organización llamada Sociedad del Ala Dorada, Creighton y sus aliados habían estado intentando crear un hombre que pudiera volar. Después de numerosos intentos, Kendall fue el único éxito. Kendall finalmente se rebeló y escapó de su abuelo, quien hizo frecuentes intentos de recuperar al joven para estudiar y reproducir sus habilidades.
Ryan Kendall, un misterioso y reservado telequinético, se mostró inflexible cuando apareció por primera vez como el Black Condor en que no era un superhéroe. Sin embargo, el tiempo lo desmintió, y luchó junto a otros superhéroes, en particular  Primal Force  y la Liga de la Justicia (por un breve tiempo). Finalmente, se fue a  Opal City, donde se sintió como en casa.
En sus aventuras en solitario, Kendall buscó a Hawkman con la esperanza de obtener una visión del papel de superhéroe. Ayuda en su batalla contra Karen Ramis, la LIon-Mane posterior a Zero-Hour.
En  Infinite Crisis #1, Kendall, como parte de los Freedom Fighters, fue asesinado por un poderoso rayo disparado por  Sinestro en una emboscada de la  Sociedad Secreta de Supervillanos. 
En el evento Blackest Night, Ryan fue reanimado como miembro del Black Lantern Corps. 

### John Trujillo
En Uncle Sam and the Freedom Fighters # 3, se presentó un nuevo Black Condor llamado John Trujillo, cuyo territorio es el desierto de Arizona. John recibió los poderes hereditarios del Black Condor por Tocotl, una diosa araña maya.
Trujillo se ve a sí mismo como un protector del universo. Aparece por primera vez cuando solo rescata al tío Sam y a los otros luchadores por la libertad que habían sido derrotados por agentes de  S.H.A.D.E.  . Trujillo es muy serio y parece algo incómodo interactuando con otras personas.
En el número #6, él rechaza los avances románticos de Phantom Lady, correctamente (como ella se da cuenta más tarde) asumiendo que ella realmente no lo dice en serio.
El alcance total de los poderes del nuevo Black Condor permanece sin revelar. Puede volar a velocidades extremadamente altas, controlar los vientos y puede poseer una fuerza y velocidad sobrehumanas moderadas.

## Poderes y  habilidades
- El primer Black Condor tiene la habilidad mutante de volar, aunque no se conocen límites en cuanto a velocidad, duración o altitud. Algún tiempo después de llegar a la Tierra-X, se hizo evidente que sus poderes mutantes también incluían habilidades limitadas de telequinesis, sobre todo la mente sobre la materia. A veces, el Black Condor lleva una pistola de rayos cuyo origen se desconoce. Cuando se usa, dispara un haz de fuerza negro de potencia ajustable capaz de aturdir a un hombre o romper una pared de ladrillo. Es un hábil combatiente mano a mano y un atleta de nivel olímpico
- El segundo Black Condor poseía un talento para la telequinesis que también usaba para volar, así como habilidades empáticas limitadas y una rápida tasa de curación.
- El tercer Black Condor hasta ahora solo ha demostrado las habilidades de vuelo y control del viento, pero ha sido reconocido por Tocotl como un elemental del cielo y la tierra. También tiene un nivel moderado de fuerza sobrehumana y velocidad, y parece bastante despiadado.

## Otras versiones
En una  historia de la Era de  Bronce, Mister Mxyzptlk  muestra a Superman una Liga de la Justicia invertida en género. Entre sus miembros se encuentran Black Condor, un macho equivalente a Canario Negro.
En el número final de 52, se revela un nuevo Multiverso, que originalmente consta de 52 realidades idénticas. Entre las realidades paralelas mostradas se encuentra una denominada "Tierra-10". Como resultado de  Mister Mind  haber “devorado" aspectos de esta realidad, adquiere aspectos visuales similares a los anteriores a la tierra X pre-Crisis, incluyendo los personajes de Quality. Los nombres de los personajes y el equipo no se mencionan en el panel en el que aparecen, sino un personaje visualmente similar al de Richard Grey, Jr.
New Super-Man presenta un personaje llamado Cóndor azul(análogo de Black Condor).

## En otros medios

### Televisión
- La versión de Richard Grey Jr. de Black Condor aparece en el episodio de Batman: The Brave and the Bold "Cry Freedom Fighters" con la voz de Jason C. Miller .

### Películas
- Black Condor fue mencionado en la película animada Batman y Harley Quinn.
- Black Condor hace un cameo sin diálogo en la película animada Justice League: Crisis on Infinite Earths.

### Serie web
- La versión Earth-X John Trujillo de Black Condor aparece en  Freedom Fighters: The Ray, ambientada en parte en el  Arrowverse con la voz de  Jason   Mitchell.  Este Black Condor es un hombre gay.
- La versión de Earth One aparece en los episodios tres a cinco.